# UUCP
UUCP (acrònim de l'anglès Unix to Unix CoPy, Copiador d'Unix a Unix) és un conjunt d'ordres Unix utilitzat per copiar arxius des de servidors fent servir xarxes de marcatge telefònic.